# Dębina (gmina Zakrzew)
Dębina – wieś w Polsce położona w województwie lubelskim, w powiecie lubelskim, w gminie Zakrzew.
| SIMC    | Nazwa      | Rodzaj    |
| ------- | ---------- | --------- |
| 0905729 | Flisówka   | część wsi |
| 0905735 | Szczukówka | część wsi |

W latach 1954–1972 wieś należała i była siedzibą władz gromady Dębina. W latach 1975–1998 miejscowość należała administracyjnie do województwa zamojskiego. Od 1999 należy do województwa lubelskiego.
Wieś stanowi sołectwo gminy Zakrzew.  Według Narodowego Spisu Powszechnego z roku 2011 wieś liczyła 218 mieszkańców.

## Położenie
Wieś leży na południową krawędzią Wyniosłości Giełczewskiej, zachodnią częścią Padołu Zamojskiego, a północną częścią Roztocza Zachodniego. W okolicy jest wiele lasów, wzgórz oraz pól. Wieś sąsiaduje z Majdanem Starowiejskim, Bożą Wolą i Annowem

## Oświata
W Dębinie znajduje się Szkoła Podstawowa, wraz z przedszkolem. W 2004 roku gruntownie wyremontowana i otynkowana.